# La Ferrière (Côtes-d'Armor)
La Ferrière is een plaats en voormalige gemeente in het Franse departement Côtes-d'Armor in de regio Bretagne en telt 448 inwoners (1999). De plaats maakt deel uit van het arrondissement Saint-Brieuc.

## Geschiedenis
De gemeente maakte deel uit van het kanton La Chèze totdat dit op 22 maart 2015 werd opgeheven en de gemeenten werden opgenomen in het kanton Loudéac. Op 1 januari 2016 fuseerde La Ferrière met de gemeente Plémet tot de commune nouvelle Les Moulins, die sinds 22 december 2017 weer Plémet heet.

## Geografie
De oppervlakte van La Ferrière bedraagt 15,7 km², de bevolkingsdichtheid is 28,5 inwoners per km².
De onderstaande kaart toont de ligging van La Ferrière (Côtes-d'Armor) met de belangrijkste infrastructuur en aangrenzende gemeenten.

## Demografie
Onderstaande figuur toont het verloop van het inwonertal.